# Rodenbach (brasserie)
 (mars 2010).
Si vous disposez d'ouvrages ou d'articles de référence ou si vous connaissez des sites web de qualité traitant du thème abordé ici, merci de compléter l'article en donnant les références utiles à sa vérifiabilité et en les liant à la section « Notes et références ».
Pour les articles homonymes, voir Rodenbach.
La brasserie Rodenbach est une brasserie belge située à Roulers en Flandre. Elle fait partie du groupe brassicole Palm Belgian Craft Brewers et produit une bière rouge (fermentation mixte).

## Histoire

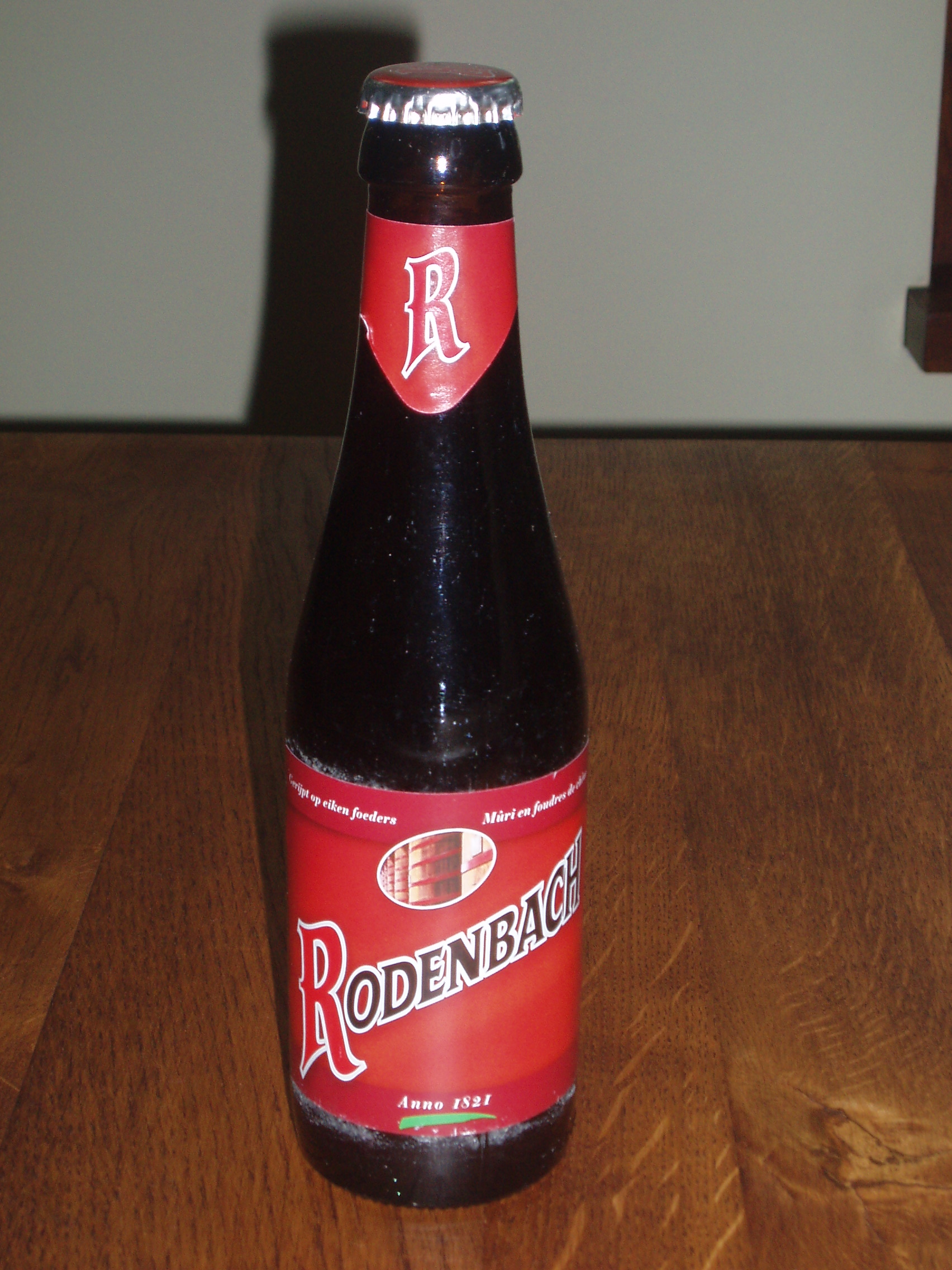
Une bouteille de Rodenbach.

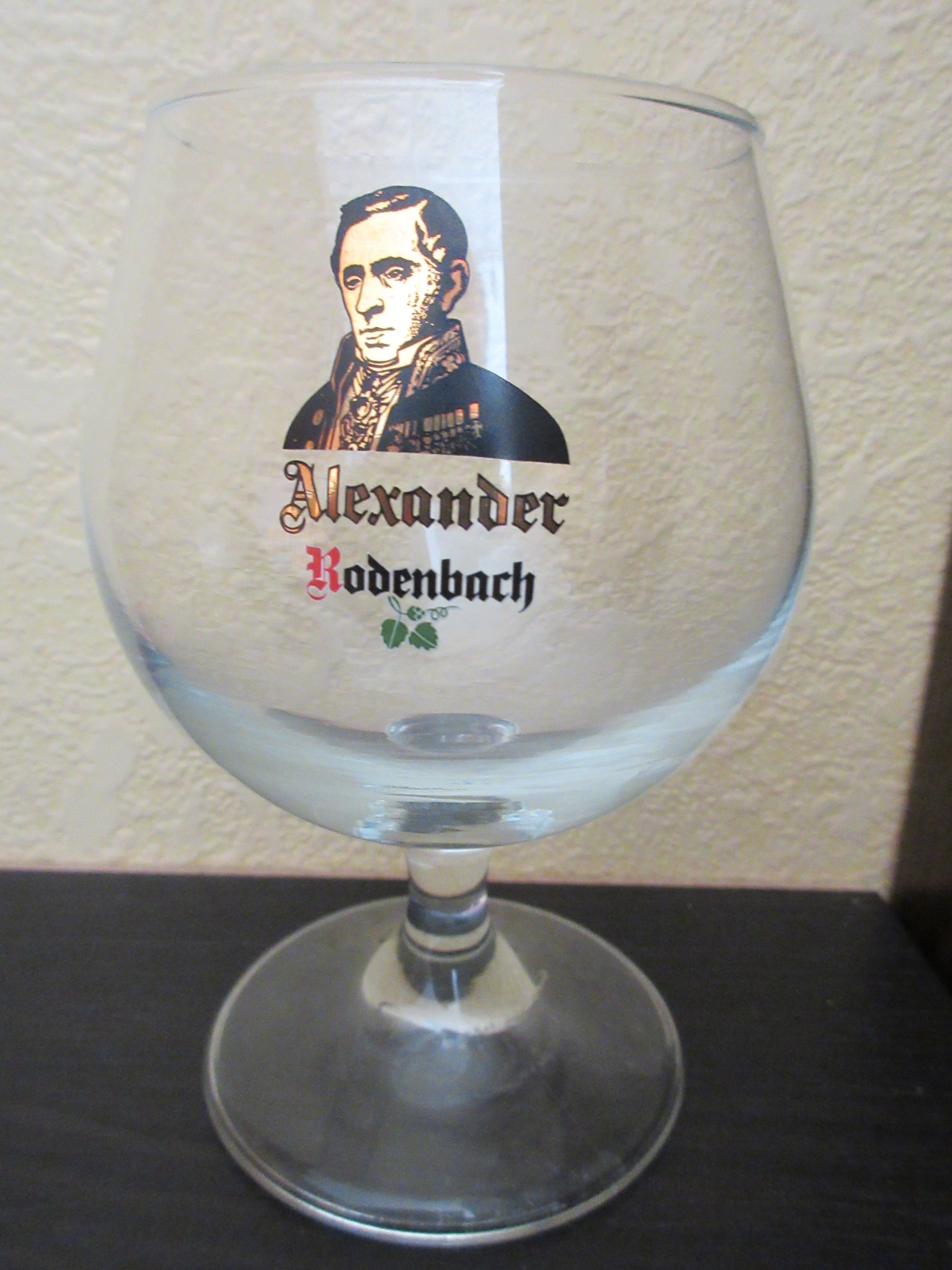
Verre à bière Alexander Rodenbach.

Les origines de la famille Rodenbach datent du Moyen Âge, aux environs de l'Andernach, sur les rives du Rhin. À cette époque le chevalier von Rodenbach y vivait dans un château — dont il ne reste aujourd'hui plus que des ruines — quelque part dans les bois d'Odenwald dans le grand-duché de Hesse. Les Rodenbach de Roulers sont des descendants de ce chevalier allemand.
C'est en 1820 qu'Alexandre Rodenbach acquiert une petite brasserie à Roulers. L'affaire, restée dans les mains de la même famille pendant des décennies a perdu son indépendance en 1998, date de son rachat par Palm Belgian Craft Brewers. Pour autant, la tradition est respectée, le matériel a été en grande partie préservé et notamment les célèbres[réf. nécessaire] foudres de chêne. On en compte 300 dont certains sont sur place depuis plus de 150 ans. C'est dans ces foudres que mûrit la bière pendant deux ans, ce qui lui confère son goût si particulier ainsi que sa couleur. La levure, dont les souches sont celles du début de la brasserie, y contribue aussi.
C'est à Roulers, au cœur de la Flandre-Occidentale, que se dressent aujourd'hui, sur les rives de la Mandel, les bâtiments de la brasserie Rodenbach, qui s'étendent sur plus de trois hectares.

## La fabrication
La Rodenbach est élaborée à partir de plusieurs variétés de malts issus d'orges d'hiver et de printemps. Bière de fermentation mixte, la Rodenbach est issue de mélanges de bières jeunes et vieilles. Il y a un apport de sucre lors de la mise en bouteille.
La Rodenbach jeune est mélangée à de la Rodenbach qui a vieilli dans des fûts en chêne pendant au moins deux ans.

## Les bières
- La Rodenbach classique est une bière composée de 75 % de jeune bière. Elle est très rafraîchissante, fruitée, aigre-douce et a des notes de chêne. Elle arbore une robe rouge brun. Son volume d'alcool est de 5,2 %[3].

- La Rodenbach grand cru est une cuvée composée de 1/3 de bière jeune + 2/3 de bière vieillie deux ans en fut de chêne. Elle a un goût intense et plus de corps que la Rodenbach. Son volume d'alcool est de 6 %[4].
- La Redbach est composée à partir de Rodenbach classique à laquelle est rajoutée de la cerise (proportion : 25 %). Elle possède une couleur rouge foncé et une mousse rose. Son goût est doux et bien équilibré. Volume d'alcool : 3,5 %[5].
- La Rodenbach Alexander est une variante de la Rodenbach classique. On y trouve des touches de cerise. Cette bière a été créée en 1986 pour la célébration du 200e anniversaire d'Alexandre Rodenbach, cofondateur de la brasserie. Volume d'alcool : 5,2 %. (production stoppée en 2000 à la suite du rachat par Palms)[6].

## Autres brasseries du groupe
Palm Belgian Craft Brewers faisant partie du groupe Bavaria contrôle aussi la brasserie Palm et la micro-brasserie De Hoorn.